# 부자사전
부자사전은 허영만의 2005년 작 만화이다.

## 줄거리
부자가 되기 위해서는 과연 어떻게 해야 하는가? 이것이 허영만 '부자사전'의 주제이다. 우리는 일반적으로 부자라고 하면 마냥 멀게만 느껴졌다. 그러나 이 책에서 허영만 화백은 부자들의 얼굴을 그려냈다. 이는 사실상의 원작인 '한국의 부자들'의 저자인 한상복씨도 인정할 정도이다.

## 같이 보기
- 한국의 부자들